# Hellyethira piala
Hellyethira piala är en nattsländeart som beskrevs av Wells och Huisman 1992. Hellyethira piala ingår i släktet Hellyethira och familjen smånattsländor. Inga underarter finns listade i Catalogue of Life.